# ثوم هارتمان
ثوم هارتمان (بالإنجليزية: Thom Hartmann)‏ هو صحفي وكاتب ومؤلف أمريكي، ولد في 7 مايو 1951 في غراند رابيدز في الولايات المتحدة.

## وصلات خارجية
- ثوم هارتمان على موقع IMDb (الإنجليزية)
- ثوم هارتمان على موقع إن إن دي بي (الإنجليزية)
- ثوم هارتمان على موقع قاعدة بيانات الفيلم (الإنجليزية)